# Adewale Akinnuoye-Agbaje
Adewale Akinnuoye-Agbaje, född 22 augusti 1967 i London, är en brittisk skådespelare. Han är bland annat känd för rollen som Simon Adebisi i Oz och Mr. Eko i Lost.
Adewale Akinnuoye-Agbajes föräldrar är från Nigeria men flyttade till London där han föddes. Han har fyra systrar och kan flera språk flytande, bland annat engelska, italienska, yoruba (hans föräldrars modersmål) och swahili. Han har tagit en Master of Laws-examen från University of London och är praktiserande buddhist.

## Filmografi (i urval)
- 1995 – Congo
- 1995 – Ace Ventura – Den galopperande detektiven rider igen
- 1997–2000 – Oz (TV-serie) (32 avsnitt)
- 1998 – Legionnaire
- 2000 – Den rätta kampen
- 2001 – Mumien - återkomsten
- 2001 – Lip Service
- 2002 – The Bourne Identity
- 2004 – Unstoppable
- 2005 – Get Rich or Die Tryin'
- 2005–2006 – Lost (TV-serie) (28 avsnitt)
- 2009 – G.I. Joe: The Rise of Cobra
- 2010 – Faster
- 2011 – The Thing
- 2011 – Killer Elite
- 2012 – Bullet to the Head
- 2012 – Hunted (TV-serie) (åtta avsnitt)
- 2013 – Thor: The Dark World
- 2014 – Pompeii
- 2014 – Annie
- 2015 – Trumbo
- 2015 – Concussion
- 2016 – Suicide Squad